# Mark A. Yarhouse
Mark A. Yarhouse (* 1. April 1968) ist Professor für Psychologie an der School of Psychology and Counseling der evangelikalen Regent University und Leiter des dortigen Institute for the Study of Sexual Identity.

## Leben
Mark Yarhouse machte den Bachelor of Arts in Philosophie und Kunst am Calvin College in Michigan und studierte am Wheaton College in Illinois, wo er mit einem Master of Arts in klinischer Psychologie und einem Master of Arts in Theologie abschloss. Sein Mentor war Stanton Jones. 1998 promovierte er am Wheaton College in klinischer Psychologie. Mark Yarhouse ist akkreditierter Psychologe der American Psychological Association.
An der Regent University lehrt Yarhouse über Psychopathologie, Familientherapie, Ehetherapie, Ethik und menschliche Sexualität.

## Werke
Mark Yarhouse publiziert regelmäßig Artikel in APA Fachzeitschriften wie Psychotherapy und Professional Psychology: Research and Practice sowie in Fachzeitschriften für Religion und Psychologie wie Journal of Psychology and Christianity und Journal of Psychology and Theology und ist Autor und Co-Autor mehrerer Bücher:
- Homosexuality and the Christian. A Guide for Parents, Pastors and Friends, Bethany House, Minneapolis 2010. ISBN 978-0-7642-0731-0
- Ex-Gay?: A Longitudinal Study of Religiously-Mediated Change in Sexual Orientation, Intervarsity, 2007, ISBN 0-8308-6482-2 mit Stanton Jones
- Modern Psychopathologies: A Comprehensive Christian Appraisal, InterVarsity, 2005, ISBN 0-8308-2770-6 mit Richard E. Butman und Barrett W. McRay
- Sexual Identity Synthesis: Attributions, Meaning-Making and the Search for Congruence, University Press of America, 2004, ISBN 0-7618-2984-9 mit Erica S. N. Tan
- Sexual Identity: A Guide to Living in the Time Between the Times, University Press of America, 2003, ISBN 0-7618-2603-3 mit Lori A. Burkett
- Homosexuality: The Use of Scientific Research in the Church's Moral Debate, InterVarsity, 2000, ISBN 0-8308-1567-8 mit Stanton Jones